# Сушнево-1
Сушнево-1 — посёлок в Петушинском районе Владимирской области России, входит в состав Пекшинского сельского поселения.

## География
Посёлок расположен на берегу реки Пекша в 7 км на юг от центра поселения деревни Пекша и в 22 км на восток от райцентра города Петушки.

## История

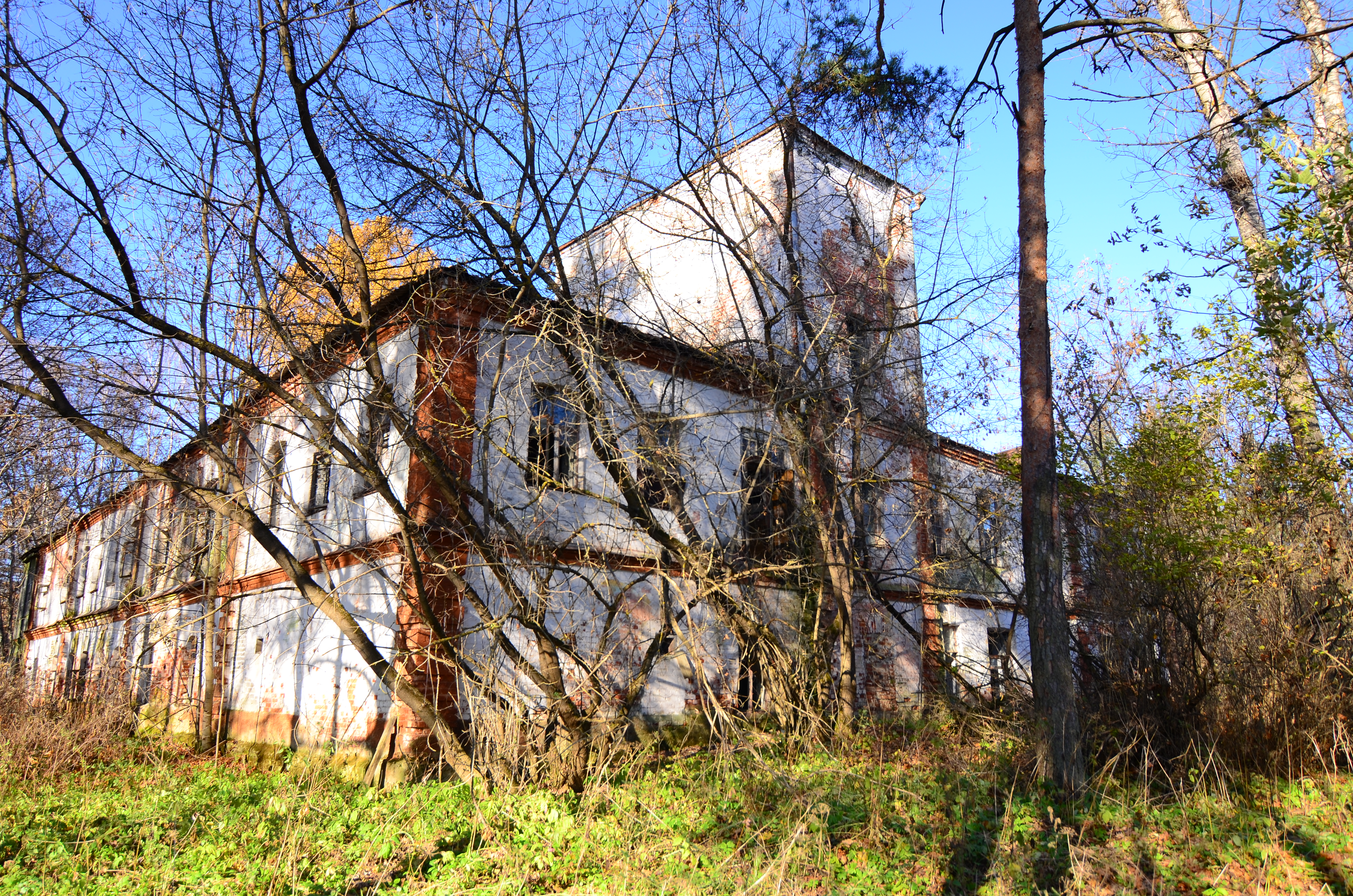
Дом для прислуги. 2016 год

Первые сведения об основании усадьбы в деревне Сушнево относятся к XVIII веку. В это время усадьбой владела помещица Прасковья Алексеевна из деревни Ючмер и которая принесла ее в качестве приданого своему мужу Грибоедову – деду замечательного русского писателя и дипломата А.С. Грибоедова. После трагической гибели А.С. Грибоедова имение продали помещику Поливанову. Затем усадьба принадлежала разным владельцам. Во II-ой половине XIX века владелицей усадьбы стала Анна Тимофеевна Карпова, сестра известного русского промышленника и мецената С.Т. Морозова. Красивый ансамбль усадьбы сложился в XIX веке и являлся интересным памятником архитектуры того времени.
Главная роль в усадебном ансамбле принадлежала 4 усадебным домам: дому А.Т. Карповой, несохранившемуся дому для гостей (сгорел в 1935 году) и двум домам для сыновей. Большой регулярный парк из лиственных деревьев расположен очень удачно. Он окружен лесами и лугами, и гармонично сливается с окружающей местностью. В парке располагались часовня и различные служебные постройки. Частым гостем в усадьбе бывал художник И.И. Левитан, и здесь Левитан написал картину “У омута”. После 1917 года усадьба была национализирована, а с 1921 по 1994 года сложили дом отдыха «Сушнево-1». В 1960 году постановлением Совета Министров РСФСР усадьба Сушнево, а именно дом старшего сына и парк (середины XIX в.), была включена в список памятников архитектуры подлежащих охране как памятник местного значения. С 1994 года усадьба заброшена и сейчас практически полностью заросла растительностью. 
В конце XIX — начале XX века деревня Сушнево входила в состав Копнинской волости Покровского уезда, с 1924 года — в составе Болдинской волости Владимирского уезда. В 1859 году в деревне числилось 15 дворов, в 1905 году в Сушнево располагалось имение Карповой с 6 дворами, в 1926 году — 17 дворов.
С 1929 года посёлок входил в состав Болдинского сельсовета Собинского района, с 1945 года — в составе Петушинского района, с 1974 года — в составе Пекшинского сельсовета, с 2005 года — в составе Пекшинского сельского поселения.

## Население
| 1859 | 1905 | 1926 | 2002 | 2010 | 2021 |
| ---- | ---- | ---- | ---- | ---- | ---- |
| 111  | ↘27  | ↗52  | ↗226 | ↘220 | ↘172 |

## Инфраструктура
В посёлке расположены фельдшерско-акушерский пункт и отделение федеральной почтовой связи.